# Sainte-Pazanne
Sainte-Pazanne là một xã thuộc tỉnh Loire-Atlantique, trong vùng Pays de la Loire ở phía tây nước Pháp. Xã này nằm ở khu vực có độ cao trung bình 14 mét trên mực nước biển. Theo điều tra dân số năm 1999 của INSEE, xã có dân số 3448 người.